# Mistrzostwa Świata w Zapasach 1986
Mistrzostwa Świata w Zapasach 1986 odbyły się w Budapeszcie (Węgry).

## Tabela medalowa
| Lp. | Państwo           |    |   |   | Razem |
| --- | ----------------- | -- | - | - | ----- |
| 1   | ZSRR              | 11 | 4 | 2 | 17    |
| 2   | Węgry             | 2  | 1 | 1 | 4     |
| 3   | Polska            | 2  | 1 | 0 | 3     |
| 4   | Korea Północna    | 2  | 0 | 0 | 2     |
| 5   | Bułgaria          | 1  | 4 | 5 | 10    |
| 6   | Stany Zjednoczone | 1  | 3 | 3 | 7     |
| 7   | Kuba              | 1  | 0 | 1 | 2     |
|     | Szwecja           | 1  | 0 | 1 | 2     |
| 9   | NRD               | 0  | 2 | 1 | 3     |
| 10  | Japonia           | 0  | 1 | 1 | 2     |
|     | Rumunia           | 0  | 1 | 1 | 2     |
| 12  | Finlandia         | 0  | 1 | 0 | 1     |
|     | Norwegia          | 0  | 1 | 0 | 1     |
| 14  | Czechosłowacja    | 0  | 0 | 2 | 2     |
| 15  | Grecja            | 0  | 0 | 1 | 1     |
|     | Mongolia          | 0  | 0 | 1 | 1     |
|     | RFN               | 0  | 0 | 1 | 1     |

## Medale

### Mężczyźni

#### Styl wolny
| Konkurencja |                       |                     |                   |
| ----------- | --------------------- | ------------------- | ----------------- |
| 48 kg       | Li Jae-sik            | László Bíró         | Mychajło Kusznir  |
| 52 kg       | Kim Yong-sik          | Mitsuru Satō        | Walentin Jordanow |
| 57 kg       | Siergiej Biełogłazow  | Georgi Kałczew      | Barry Davis       |
| 62 kg       | Xəzər İsayev          | Joe McFarland       | Awirmedijn Enchee |
| 68 kg       | Arsen Fadzajew        | Andre Metzger       | Simeon Szterew    |
| 74 kg       | Raúl Cascaret Fonseca | Adłan Warajew       | David Schultz     |
| 82 kg       | Władimir Modosian     | Aleksandyr Nanew    | Jozef Lohyňa      |
| 90 kg       | Macharbiek Chadarcew  | Torsten Wagner      | Jim Scherr        |
| 100 kg      | Asłan Chadarcew       | William Scherr      | Georgi Karaduszew |
| 130 kg      | Bruce Baumgartner     | Dawit Gobedżiszwili | Andreas Schröder  |

#### Styl klasyczny
| Konkurencja |                             |                     |                                 |
| ----------- | --------------------------- | ------------------- | ------------------------------- |
| 48 kg       | Məhyəddin Allahverdiyev     | Bratan Cenow        | Reinaldo Jiménez                |
| 52 kg       | Siergiej Diudiajew          | Jon Rønningen       | Atsuji Miyahara                 |
| 57 kg       | Emił Iwanow                 | Timierżan Kalimulin | Bambis Cholidis                 |
| 62 kg       | Kamandar Madżydow           | Bogusław Klozik     | Żiwko Wangełow                  |
| 68 kg       | Lewon Dżulfalakian          | Tapio Sipilae       | Claudio Passarelli              |
| 74 kg       | Michaił Mamiaszwili         | Mirko Jahn          | Dobri Iwanow                    |
| 82 kg       | Bogdan Daras Tibor Komáromi | –                   | Magnus Fredriksson Sorin Herțea |
| 90 kg       | Andrzej Malina              | Atanas Komszew      | Jindřich Durčák                 |
| 100 kg      | Tamás Gáspár                | Vasile Andrei       | Anatolij Fiedorienko            |
| 130 kg      | Tomas Johansson             | Władimir Grigorjew  | László Klauz                    |